# Лииласька сільська рада
Ли́иласька сільська рада (ест. Lõõla külanõukogu, рос. Лыылаский сельский совет) — сільська рада в Естонській РСР, адміністративно-територіальна одиниця в складі повіту Ярвамаа (1945—1950) та Пайдеського району (1950—1954).

## Населені пункти
Сільській раді підпорядковувалися села: Арусааре (Arusaare), Лиила (Lõõla), Негату (Nehatu), Віссувере (Vissuvere), Тудавере (Tudavere), Юлесааре (Ülesaare).

## Історія
8 серпня 1945 року на території волості Вяетса в Ярваському повіті утворена Лииласька сільська рада з центром у селі Лиила. 
26 вересня 1950 року, після скасування в Естонській РСР повітового та волосного поділу, сільська рада ввійшла до складу новоутвореного Пайдеського сільського району.
17 червня 1954 року в процесі укрупнення сільських рад Естонської РСР Лииласька сільська рада ліквідована. Її територія склала північно-західну частину Вяетсаської сільської ради.